# Gočárova galerie
Gočárova galerie, do roku 2022 Východočeská galerie v Pardubicích, je příspěvkovou organizací zřizovanou Pardubickým krajem. Získává, shromažďuje, uchovává, eviduje, odborně zpracovává a zpřístupňuje veřejnosti sbírky výtvarného umění. Galerie pořádá krátkodobé výstavy a stálé expozice, vydává odborné publikace, ke svým expozicím připravuje kulturně výchovné pořady pro veřejnost. Ačkoliv byla původně Krajská galerie v Pardubicích zřízena již v roce 1953, pro její rozvoj a zejména její sběratelskou činnost byla rozhodující až 60. léta, kdy se galerie osamostatnila a začala používat název Východočeská galerie v Pardubicích. Od ledna 2023 používá nové jméno Gočárova galerie.
Od roku 2023 je hlavním výstavním prostorem budova zrekonstruovaných Winternitzových mlýnů v Pardubicích, druhým výstavním prostorem je Dům U Jonáše. 

## Historie a sbírky galerie
Vedle sbírkotvorné činnosti, orientované zejména na regionální okruh působnosti a tradiční krajinomalbu, byla v 60. letech věnována zvýšená pozornost i modernímu a soudobému umění ( Mikuláš Medek, Otakar Slavík, Jan Kotík, Adriena Šimotová, Karel Nepraš, Jaroslav Vožniak, Valerián Karoušek, Zdeněk Sklenář, František Muzika, Zdeněk Palcr, Zbyněk Sekal, Josef Istler, Jan Šerých, Čestmír Kavka, Jiří Hilmar, Václav Boštík, Stanislav Podhrázský).
V roce 1962 byla otevřena první stálá expozice Českého výtvarného umění 20. století, i když ještě s příliš znatelným důrazem na umění Východních Čech. V letech 1968-69 proběhly v Pardubicích dva ročníky ojedinělého sochařského sympozia Artchemo, které Východočeské galerie pořádala ve spolupráci s tehdejším národním podnikem Východočeské chemické závody. Soustředilo se na dobově aktuální zkoumání možností využití umělých hmot v moderním výtvarném umění (Stanislav Kolíbal, Jan Hendrych, Věra Janoušková, Karel Malich, Karel Nepraš, Miloš Ševčík, Rudolf Volráb, Václav Mergl, Josef Jankovič, Miloš Urbásek, Dalibor Chatrný). Teoreticky se na něm podílel Jiří Toman a Jaromír Zemina. Sympozium však bylo, stejně jako celé toto období dynamického a progresivního rozvoje sbírky, ukončeno normalizačními zákroky, zákazy i změnami ve vedení galerie a kontinuita budování sbírky byla na dlouhá léta přerušena.
Stagnace sbírkového programu byla provázena neadekvátním extenzívním růstem počtu sbírek. Nejen vlastními a ne vždy kompetentními nákupy často i tendenčního umění, včetně umění regionálního, ale i neuváženými převody z MK a dalších institucí, např. AVU v Praze a Armádního studia. Sbírka však byla i tehdy obohacena o některá kvalitní díla umění 19. století, umění přelomu století a první poloviny století dvacátého, zejména krajinomalby.V této době byl zakoupen např. i ojedinělý soubor grafických listů B. Reynka, obrazy a kresby F. Ronovského, J. Pešicové, plastiky F. Štorka a díla mnohých dalších autorů. K postupným změnám docházelo již od konce osmdesátých let, kdy se jedním z hlavních cílů stalo navázání na kvalitní nákupy z let šedesátých. Do sbírek byla zařazena díla z Artchema a alespoň v rámci omezených finančních možností byla zakoupena díla, která měla alespoň z části napravit historicky deformovaný obraz českého umění 2. poloviny 20. století, jak bylo dosud ve sbírce galerie doloženo. V souvislosti s pro galerii přelomovými výstavami Evy Kmentové a Karla Malicha byla zakoupena i některá významná díla těchto autorů.
V období po roce 1989 se výstavní činnost galerie soustředila na prezentaci v té době veřejnosti ještě málo známých diskriminovaných osobností a výtvarných skupin, odrážejících skutečný stav moderního umění předchozích desetiletí (Linie, barva , tvar, Trasa, Nová citlivost, Nová figurace, Artchemo a mnohé další).
V tomto duchu byla již na počátku 90. let aktualizována i stálá expozice Českého moderního umění a v této souvislosti byla realizována i řada úspěšných nákupů do sbírek, zejména z 60. až 80. let (Jiří Načeradský, Vladimír Janoušek, Věra Janoušková, Olbram Zoubek, Zdeněk Sýkora, Jiří Sopko, Michael Rittstein, Otakar Slavík, Jan Kotík, Zdena Fibichová, Vladimír Preclík, Květa Válová, František Kyncl, Alva Hajn, Jiří Lacina, Václav Vokolek, Milan Langer, Dalibor Chatrný, Ladislav Novák, Václav Stratil, Jiří Sopko, Adriena Šimotová, Miloš Šejn, Marian Palla, Petr Kvíčala, Stanislav Diviš, Jan Ambrůz, Vladimír Kopecký, Radoslav Kratina, Robert Piesen, Jiří Kolář, Běla Kolářová a mnozí další autoři ). Galerie se věnuje také současnému aktuálnímu umění a hodlá i tímto směrem orientovat svůj akviziční program.
K prvnímu lednu 2023 se galerie přejmenovala na Gočárovu galerii.
Tehdejší Východočeská galerie neměla možnost navázat na předchozí historické sbírky a od počátku padesátých let byla budována na základě převodů z Národní galerie, Ministerstva školství a kultury, darů a vlastními nákupy.
Dnešní sbírkový fond tvoří menší kolekce českého umění 19. století, orientovaná zejména na krajinomalbu (Antonín Machek, August Bedřich Piepenhagen, Josef Mánes, Adolf Kosárek, Alois Bubák, Antonín Chittussi, Anton Waldhauser, Julius Mařákaj., sbírka českého umění 20. století a sbírka umění regionu. Nejrozsáhlejší je kolekce krajinomalby konce 19. století a první pol. 20. století. Zvláště početně je zde zastoupena tvorba krajinářů Železných hor a Vysočiny.
Významné jsou i soubory děl z období civilismu, neoklasicismu, sociálního umění 20. let a Skupiny 42. Z autorských kolekcí pak soubory Emila A. Pittermana-Longena, Jana Honsy, A. Hudečka, J. Panušky, F. Kavána, S. Máchala, J. Baucha, F. Muziky, M. Holého, J. Kotíka, J. Smetany, K. Lhotáka, E. Filly, F. Tichého, J. Gruse, O. Janečka, J. Trampoty.
V grafické sbírce jsou velmi dobře zastoupeni klasikové české moderní grafiky a tvorba 1. pol. 20. století. K zvláště významným souborům patří kolekce grafických listů F. Tichého, E. Filly, J. Konůpka a B. Reynka. V druhé polovině 90. let byl do sbírek zakoupen rozsáhlý soubor negativů Jiřího Tomana, který je postupně zpracováván a zveřejňován.

## Sídla expozicí

### Winternitzovy mlýny

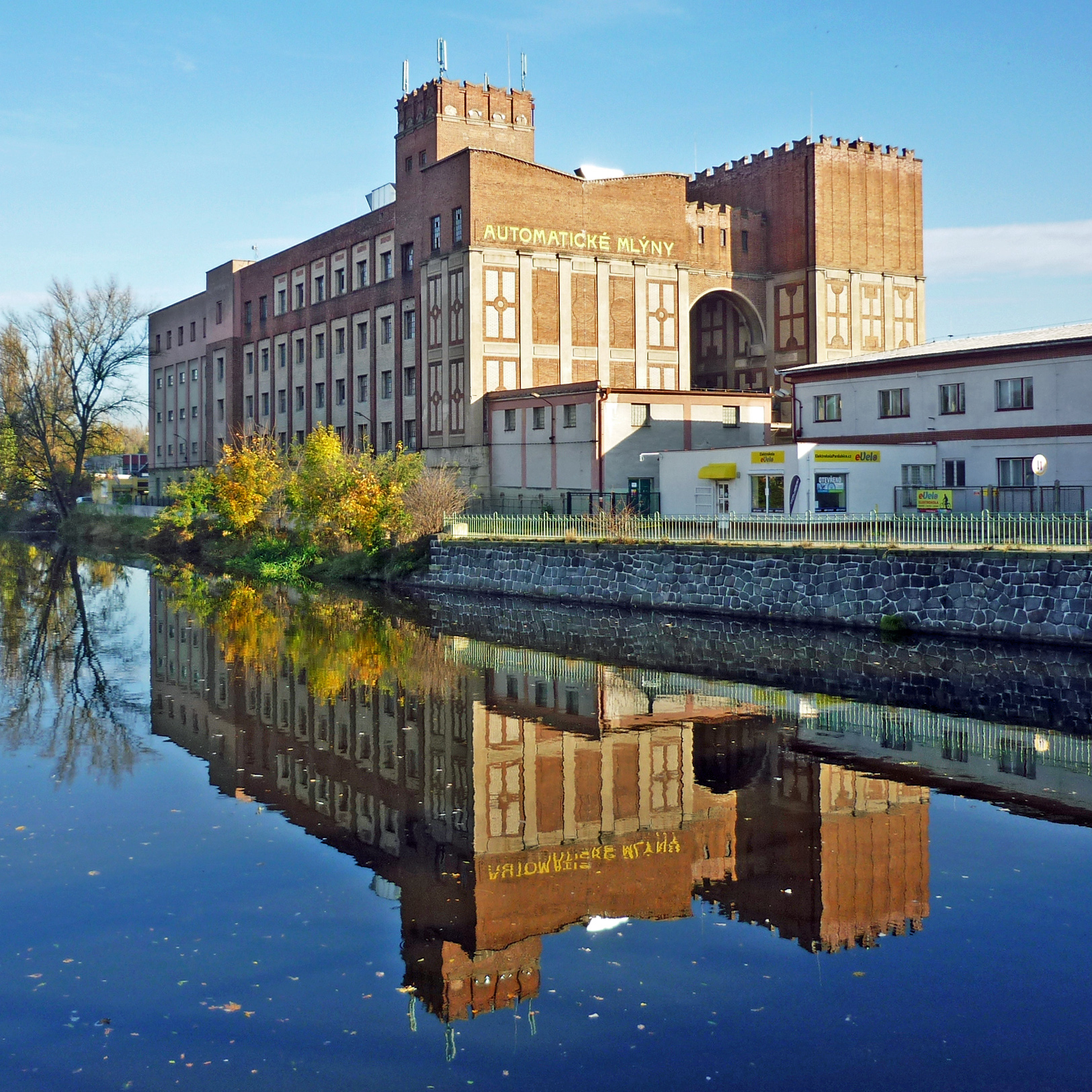
Winternitzovy mlýny (před rekonstrukcí)

Od roku 2023 je hlavním výstavním prostorem budova zrekonstruovaných Winternitzových mlýnů. Budova mlýnů, navržená Josefem Gočárem pro bratry Egona a Karla Winternitze, byla postavena v letech 1909 a 1910. Stojí na pravém břehu řeky Chrudimky v těsné blízkosti renesančního historického centra Pardubic. Mezi lety 2020 a 2023 prošly mlýny rekonstrukcí a v září 2023 byly slavnostně znovuotevřeny. Galerie působí v hlavním sile; dále v severní části funguje městské vzdělávací centrum Sféra a městská galerie GAMPA, další veřejné prostory včetně vnitřního náměstí vybudovala Nadace Automatické mlýny manželů Smetanových s dotací Ministerstva pro místní rozvoj.

### Dům U Jonáše
Dům U Jonáše na Pernštýnském náměstí v Pardubicích je využíván galerií pro konání výstav výtvarného umění, odborné oddělení nabízí komentované prohlídky probíhajících výstav, přednášky, besedy s osobnostmi a setkání s umělci. Funguje zde také Tvůrčí atelier, který v rámci celoživotního vzdělávání nabízí doprovodné programy, animační (zážitkové) programy pro školy i veřejnost a tvůrčí dílny a workshopy.

### Pardubický zámek (do roku 2023)

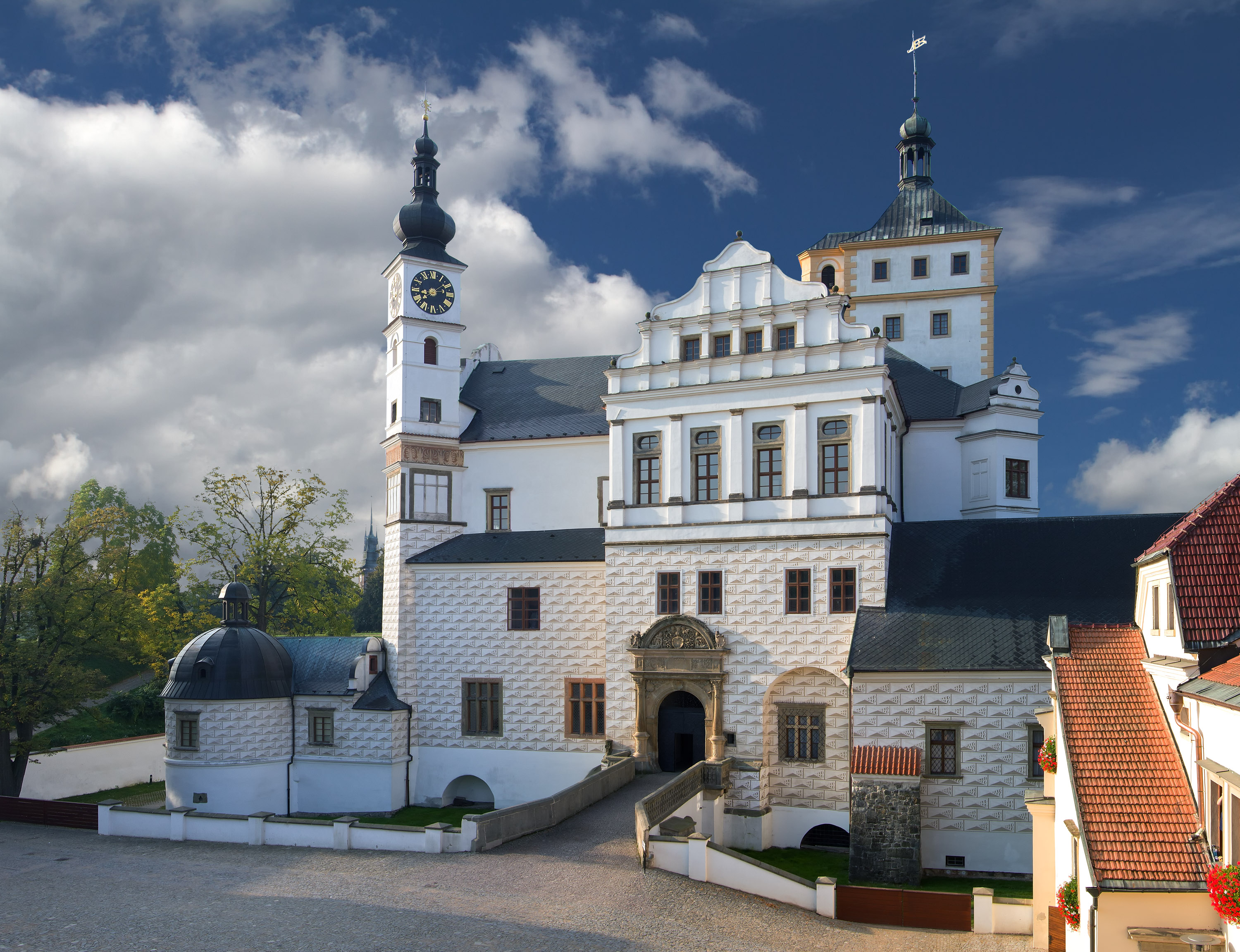
Pardubice (zámek)

Prostor pardubického zámku využívala do roku 2023 galerie k výstavám výtvarného umění, od roku 2023 je zde jen vedení organizace a oficiální adresa. V prvním patře byla dlouhodobě umístěna sbírka krajinomalby 19. a 20. století ze sbírek Gočárovy galerie a probíhaly zde také doprovodné kulturní akce k výstavám v rámci Tvůrčího atelieru, který nabízely doprovodné programy v rámci celoživotního vzdělávání. 
Původně hospodářské budovy postavené v barokním stylu jsou součástí celkového areálu zámku, který je národní kulturní památkou.

### Katalogy
- Skupina 42, 2012, Příkazská P, Řeháková H, kat. 48 s., VČG v Pardubicích, GMU v Hradci Králové, ISBN 978-80-85112-62-7, 978-80-85025-96-5
- Druhá příroda / Second Nature, 2008, Vladíková S, kat. 64 s., VČG v Pardubicích, ISBN 978-80-85112-56-6
- Tvůrčí skupina Radar, 1963, kat. 16 s., VČG v Pardubicích